# أبو نصر أحمد بن فضل
أبو نصر أحمد بن فضل (توفي عام 1126) كان وزيرًا للحاكم السلجوقي في دمشق، تتش بن ألب أرسلان.
بأمره، رُمم المسجد الأموي في عام 1082م بعد الأضرار الجسيمة التي لحقت به أثناء حريق عام 1069م. وعلى وجه الخصوص، قام باستبدال القبة المركزية، وتعزيز الأرصفة التي تدعم القبة، وتجديد الفسيفساء الأصلية التي تعود إلى العصر الأموي في الجزء الداخلي من الواجهة الشمالية للمسجد..
بحسب المؤرخ المسلم ابن الأثير، قاد أحمد بن فضل هجومًا على الإسماعيليين في الشام عام 1126. يذكر ابن الأثير أن أحمد بن الفضل أعطى قواته الأوامر بـ"ذبح" الإسماعيليين، ونهب ممتلكاتهم، وسبي نسائهم. اغتاله الإسماعيليون في نفس العام انتقامًا لصنعه فيهم.

## فهرس
- Burns، Ross (2005)، Damascus: A History، London: Routledge، ISBN:0-415-27105-3، مؤرشف من الأصل في 2025-02-15.
- Royal Asiatic Society of Great Britain and Ireland (1897)، Journal of the Royal Asiatic Society of Great Britain & Ireland، Cambridge University Press for the Royal Asiatic Society، مؤرشف من الأصل في 2023-10-09.